# Croton diasii
Espèce
Croton diasii désigne une espèce de plantes à fleurs du genre Croton et de la famille des Euphorbiaceae, présente au Brésil (Pará).